# Weissia ayresii
Weissia ayresii là một loài rêu trong họ Pottiaceae. Loài này được Schimp. mô tả khoa học đầu tiên năm 1880.